# Cantone di Craon
Il Cantone di Craon era una divisione amministrativa dell'arrondissement di Château-Gontier.
È stato soppresso a seguito della riforma complessiva dei cantoni del 2014, che è entrata in vigore con le elezioni dipartimentali del 2015.
Comprendeva i comuni di:
- Athée
- La Boissière
- Bouchamps-lès-Craon
- Chérancé
- Craon
- Denazé
- Livré-la-Touche
- Mée
- Niafles
- Pommerieux
- Saint-Martin-du-Limet
- Saint-Quentin-les-Anges
- La Selle-Craonnaise